# Gal Mekel
Gal Mekel (en hébreu : גל מקל), né le 4 mars 1988 à Ramat Ha-Sharon, en Israël, est un joueur de basket-ball international israélien. Il évolue au poste de meneur.

## Biographie
À l'issue de la saison 2012-2013, il est élu joueur de l'année par les dirigeants de la ligue israélienne. Le Maccabi Haïfa remporte le titre de champion en battant le Maccabi Tel-Aviv.
En juillet 2013, il annonce qu'il va signer un contrat de trois ans avec les Mavericks de Dallas. Il est licencié en octobre 2014.
En décembre 2014, Mekel signe un contrat avec les Pelicans de La Nouvelle-Orléans mais il est licencié à la fin du mois après avoir joué dans 4 rencontres. En février 2015, Mekel signe avec le BK Nijni Novgorod, avant de rejoindre l'Étoile rouge de Belgrade pour un contrat d'un an en août 2015.
En octobre 2021, Mekel s'engage pour une saison avec le Bàsquet Club Andorra, club de Liga ACB.

## Records
Records en match en saison régulière de NBA de Gal Mekel
| Type statistique            | Saison régulière | Saison régulière          | Saison régulière  |
| Type statistique            | Record           | Adversaire                | Date              |
| --------------------------- | ---------------- | ------------------------- | ----------------- |
| Points en un match          | 11               | Rockets de Houston        | 1er novembre 2013 |
| Paniers marqués en un match | 5                | Rockets de Houston        | 1er novembre 2013 |
| Paniers tentés en un match  | 12               | Timberwolves du Minnesota | 30 novembre 2013  |
| Lancers francs réussis      | 2                | 3 fois                    |                   |
| Lancers francs tentés       | 2                | 6 fois                    |                   |
| Paniers à 3 points réussis  | 1                | 5 fois                    |                   |
| Paniers à 3 points tentés   | 3                | 2 fois                    |                   |
| Rebonds offensifs           | 2                | Rockets de Houston        | 23 décembre 2013  |
| Rebonds défensifs           | 4                | Lakers de Los Angeles     | 5 novembre 2013   |
| Rebonds totaux              | 4                | Lakers de Los Angeles     | 5 novembre 2013   |
| Passes décisives            | 7                | 2 fois                    |                   |
| Interceptions               | 1                | 4 fois                    |                   |
| Contres                     | 1                | Grizzlies de Memphis      | 2 novembre 2013   |
| Minutes jouées              | 26               | 2 fois                    |                   |